# リッチフィールド郡 (コネチカット州)
リッチフィールド郡（Litchfield County）は、アメリカ合衆国コネチカット州の郡である。人口は18万3674人（2023年推計）。ニューヨーク都市圏に入っている。
郡は、他のコネチカット州の7郡と同じく、政府を持たない。また、郡庁所在地も存在しない。各町では、教育、除雪、下水道、消防、警察など、行政サービスの責任を持つ。しかし、郊外のいくつかの町では、共同でサービスを行ったり、学校を設立したりする場合もある。

## 歴史
リッチフィールド郡は、フェアフィールド郡、ニューヘイブン郡及びハートフォード郡にあった土地から、コネチカット州議会によって1751年10月9日に新設された。
タウンシップのリッチフィールド、ウッドベリー、ニュー・ミルフォード、
ハーウィントン、ニュー・ハートフォード、バークハンステッド、ハートランド、コレブロック、
ノーフォーク、キャナアン、サリスベリー、ケント、シャロン、コーンウォール、ゴーシェン、
トリントン及びウィンチェスター、このコロニーの北西部を
リッチフィールド郡と呼び、同じ権力をもたらし、
コロニー内の他の郡が持っている同じ規則に従う。
1780年と1807年の間、いくつかの新しい町は、リッチフィールド郡とコネチカット州の他の郡との間で設立された。ウォータータウン町は、ウォーターベリーから1780年に分離し、リッチフィールド郡の管轄下に置かれた。逆に、フェアフィールド郡の領域であったニュー・ミルフォードから1788年に設立されたブルックフィールド町は、フェアフィールド郡へ移っている。1796年には、ハートランド町がハートランド郡へ移っている。1798年には、オックスフォード町が、リッチフィールド郡からニューヘイブン郡となったサウスベリーの一部から分離している。ニュー・ハートフォードから1806年に町が設立されたときも、ハートフォード郡は領域を一部失った。1807年にはサウスベリー町がニューヘイブン郡へ移されている。最後の境界の変更となる1807年10月8日には、ミドルベリー町がウッドベリーの一部から分離した。

## 地理
2000年国勢調査によると、郡の面積は944.57平方マイル（2,446.4k㎡）であり、このうち97.39%にあたる919.92平方マイル（2,382.6k㎡）は陸地、2.61%にあたる24.65平方マイル（63.8k㎡）は水面積である。リッチフィールド郡は、アパラチア山脈の範囲にも含まれる、バークシャー山脈（地元ではリッチフィールド・ヒルズと呼ばれることもある）として知られる山脈にも接している。

### 近隣の自治体
- バークシャー郡 (マサチューセッツ州) - 北。
- ハンプデン郡 (マサチューセッツ州) - 北東。
- ハートフォード郡 - 東。
- ニューヘイブン郡 - 南東。
- フェアフィールド郡 - 南。
- ダッチェス郡 (ニューヨーク州) - 西。
- コロンビア郡 (ニューヨーク州) - 北西。

## 人口
以下は2000年国勢調査による人口統計データである。
| 基礎データ - 人口: 182,193人 - 世帯数: 71,551 世帯 - 家族数: 49,584 家族 - 人口密度: 76人/km2（198人/mi2） - 住居数: 79,267軒 - 住居密度: 33軒/km2（86軒/mi2） 人種別人口構成 - 白人: 95.77% - 黒人・アフリカン・アメリカン: 1.10% - ネイティブ・アメリカン: 0.18% - アジア人: 1.17% - 太平洋諸島系: 0.02% - その他の人種: 0.68% - 混血: 1.09% - ヒスパニック・ラテン系: 2.14% 先祖による構成 - イタリア系：20.8% - アイルランド系：14.8% - イギリス系：10.6% - ドイツ系：9.2% - フランス系：6.3% 言語による構成 - 英語：92.3％ - スペイン語：2.1％ - イタリア語：1.6％ - フランス語：1.2％ | 年齢別人口構成 - 18歳未満: 24.60% - 18-24歳: 5.70% - 25-44歳: 29.80% - 45-64歳: 25.70% - 65歳以上: 14.20% - 年齢の中央値: 40歳 - 性比（女性100人あたり男性の人口） - 総人口: 95.60 - 18歳以上: 92.50 世帯と家族（対世帯数） - 18歳未満の子供がいる: 32.10% - 結婚・同居している夫婦: 57.20% - 未婚・離婚・死別女性が世帯主: 8.60% - 非家族世帯: 30.70% - 単身世帯: 25.30% - 65歳以上の老人1人暮らし: 10.20% - 平均構成人数 - 世帯: 2.51人 - 家族: 3.03人 収入と家計 - 収入の中央値 - 世帯: 56,273米ドル - 家族: 66,445米ドル - 性別 - 男性: 45,586米ドル - 女性: 31,870米ドル - 人口1人あたり収入: 28,408米ドル - 貧困線以下 - 対人口: 4.50% - 対家族数: 2.70% - 18歳未満: 4.30% - 65歳以上: 5.40% |

## 政治
リッチフィールド郡は、州内でも多くの共和党支持者が残る郡である。2004年にはブッシュが51%、ケリーが46%でブッシュが勝ち、ブッシュが勝った南ニューイングランドで唯一の郡となった。1992年、リッチフィールド郡はコネチカット州の2郡のうちの1郡をジョージ・H・W・ブッシュが勝ち取った。2008年、リッチフィールド郡を含むコネチカット州の郡で、共和党候補のジョン・マケインが勝つことはなかった。郡は、1964年、1996年、2000年に民主党候補の支持率が高かった。

## 自治体
- リッチフィールド（昔の郡庁所在地）
- トリントン（市）
- ウィンステッド（市）
- バークハンステッド（町）
- ベスレヘム（町）
- ブリッジウォーター（町）
- キャナアン（町）
- コールブルック（町）
- コーンウォール（町）
- ゴシェン（町）
- ハーウィントン（町）
- --ノースウェスト・ハーウィントン（ハーウィントンの村）
- ケント（町）
- --サウス・ケント（ケントの村）
- --バンタム（リッチフィールドの行政区）
- モーリス（町）
- ニュー・ハートフォード（町）
- ニュー・ミルフォード（町）
- --ガイローズヴィル（ニュー・ミルフォードの村）
- ノーフォーク（町）
- ノース・キャナアン（町）
- プリマス（町）
- --テリーヴィル（プリマスの村）
- ロックスベリー（町）
- ソールズベリー（町）
- シャロン（町）
- トーマストン（町）
- ウォーレン（町）
- ワシントン（町）
- --ニュー・プレストン（ワシントンの村）
- ウォータータウン（町）
- --オークヴィル（ウォータータウンの区画）
- ウィンチェスター（町）
- ウッドベリー（町）

* 自治町村は、1つ以上の町の一部とされ、個別の議会、区域指定委員会、自治町村役員を持つ。村は町の区分とされるが、村の個別の政府は持たない。

### 市外局番
ウッドベリー、ベスレヘム、ロックスベリーの一部を除き、郡の全ての地域は市外局番860である。市外局番203/市外局番475も重なる。ウッドベリー電話交換所は、サウスベリー町と2つの町でも利用されている。それは、ニューヘイブン郡及びウッドベリーの一部にある。2009年11月14日より、市外局番203/475も登場したが、860/959は施行されなかった。